# Eleutherodactylus wightmanae
El coquí melodioso (Eleutherodactylus wightmanae) es una especie de rana nativa de Puerto Rico perteneciente a la familia Eleutherodactylidae.